# Peratomixis miranda
Peratomixis miranda är en tvåvingeart som beskrevs av Munro 1947. Peratomixis miranda ingår i släktet Peratomixis och familjen borrflugor.
Artens utbredningsområde är Lesotho. Inga underarter finns listade i Catalogue of Life.